# (8797) Duffard
(8797) Duffard est un astéroïde de la ceinture principale.

## Description
(8797) Duffard est un astéroïde de la ceinture principale. Il fut découvert le 2 mars 1981 à Siding Spring par Schelte J. Bus. Il présente une orbite caractérisée par un demi-grand axe de 3,07 UA, une excentricité de 0,17 et une inclinaison de 0,2° par rapport à l'écliptique.

## Compléments